# Lego Seigneur des Anneaux
Ne doit pas être confondu avec le jeu vidéo Lego Le Seigneur des anneaux.
 (novembre 2021).
Si vous disposez d'ouvrages ou d'articles de référence ou si vous connaissez des sites web de qualité traitant du thème abordé ici, merci de compléter l'article en donnant les références utiles à sa vérifiabilité et en les liant à la section « Notes et références ».
 (novembre 2021).
La mise en forme du texte ne suit pas les recommandations de Wikipédia : il faut le « wikifier ».
Les points d'amélioration suivants sont les cas les plus fréquents :
- Les titres sont pré-formatés par le logiciel. Ils ne sont ni en capitales, ni en gras.
- Le texte ne doit pas être écrit en capitales (les noms de famille non plus), ni en gras, ni en italique, ni en « petit »…
- Le gras n'est utilisé que pour surligner le titre de l'article dans l'introduction, une seule fois.
- L'italique est rarement utilisé : mots en langue étrangère, titres d'œuvres, noms de bateaux, etc.
- Les citations ne sont pas en italique mais en corps de texte normal. Elles sont entourées par des guillemets français : « et ».
- Les listes à puces sont à éviter, des paragraphes rédigés étant largement préférés. Les tableaux sont à réserver à la présentation de données structurées (résultats, etc.).
- Les appels de note de bas de page (petits chiffres en exposant, introduits par l'outil «  Source ») sont à placer entre la fin de phrase et le point final[comme ça].
- Les liens internes (vers d'autres articles de Wikipédia) sont à choisir avec parcimonie. Créez des liens vers des articles approfondissant le sujet. Les termes génériques sans rapport avec le sujet sont à éviter, ainsi que les répétitions de liens vers un même terme.
- Les liens externes sont à placer uniquement dans une section « Liens externes », à la fin de l'article. Ces liens sont à choisir avec parcimonie suivant les règles définies. Si un lien sert de source à l'article, son insertion dans le texte est à faire par les notes de bas de page.
- La présentation des références doit suivre les conventions bibliographiques. Il est recommandé d'utiliser les modèles {{Ouvrage}}, {{Chapitre}}, {{Article}}, {{Lien web}} et/ou {{Bibliographie}}. Le mode d'édition visuel peut mettre en forme automatiquement les références.
- Insérer une infobox (cadre d'informations à droite) n'est pas obligatoire pour parachever la mise en page.

Pour une aide détaillée, merci de consulter Aide:Wikification.
Si vous pensez que ces points ont été résolus, vous pouvez retirer ce bandeau et améliorer la mise en forme d'un autre article.
Lego Seigneur des Anneaux est une collection de jouets Lego retraçant la trilogie du Seigneur des Anneaux réalisée par Peter Jackson, ainsi que le roman de J. R. R. Tolkien . La gamme est composée de 41 sets sortis entre 2012 et 2015, et depuis 2023.

## Création de la gamme
Au moment de la sortie des films du Seigneur des Anneaux, Lego ne créa pas la gamme car il était difficile de savoir si une vague de Lego sous-licence serait rentable. De plus la New Line Cinema refusa de créer des Legos sur le Seigneur des Anneaux. 
En 2010, la Warner Bros fusionna avec la New Line et autorisa Lego à créer des sets sur le Seigneur des Anneaux.   
Voici les sets qui composent cette gamme: 
| Nom                                  | Numéro | Mini-figurines                                                                                             |
| ------------------------------------ | ------ | --- |
| L'arrivée de Gandalf                 | 9469   | Gandalf et Frodon (habit Comté)                                                                            |
| Le Mont Venteux                      | 9472   | Frodon, Merry, Aragorn, 2 Nazgûl et 2 chevaux                                                              |
| Duel des magiciens                   | 79005  | Saroumane et Gandalf                                                                                       |
| La tour d'Orthanc                    | 10237  | Saroumane, Grima Langue de Serpent, un Uruk-haï ,le chef Orque, Gandalf, Aigle géant et Sylvebarbe         |
| Le conseil d'Elrond                  | 79006  | Frodon, Elrond, Gimli et Arwen                                                                             |
| Les mines de la Moria                | 9473   | Gimli, Legolas, Boromir, Pippin, 2 Gobelins de la Moria et un Troll des cavernes                           |
| La bataille du gouffre de Helm       | 9474   | Aragorn, Gimli, Théoden, Haldir, 3 Uruk-haï, un Berserker Uruk et un cheval                                |
| L'armée Uruk-haï                     | 9471   | Eomer, un soldat du Rohan, 4 Uruk-haï et un cheval                                                         |
| La forge des Orques                  | 9476   | 2 Orques du Mordor, un Uruk-haï et Lurtz                                                                   |
| La porte noire                       | 79007  | Aragorn (en tenue du Gondor), Gandalf le Blanc, 2 orques du Mordor, la Bouche de Sauron et un Aigle géant. |
| L'attaque d'Arachnée                 | 9470   | Frodon, Sam et Gollum.                                                                                     |
| Embuscade sur le bateau pirate Umbar | 79008  | Aragorn, Gimli, Legolas, 2 orques du Mordor et un pirate d'Umbar                                           |

## Anecdotes
Un jeu vidéo Lego Le Seigneur des anneaux a été réalisé après la commercialisation des sets.